# Liste der Bodendenkmäler in Höhenkirchen-Siegertsbrunn
Auf dieser Seite sind die Bodendenkmäler in der oberbayerischen Gemeinde Höhenkirchen-Siegertsbrunn zusammengestellt. Diese Tabelle ist eine Teilliste der Liste der Bodendenkmäler in Bayern. Grundlage ist die Bayerische Denkmalliste, die auf Basis des Bayerischen Denkmalschutzgesetzes vom 1. Oktober 1973 erstmals erstellt wurde und seither durch das Bayerische Landesamt für Denkmalpflege geführt wird. Die folgenden Angaben ersetzen nicht die rechtsverbindliche Auskunft der Denkmalschutzbehörde.

## Bodendenkmäler in Höhenkirchen-Siegertsbrunn
| Lage                             | Objekt | Akten-Nr.     | Bild           |
| -------------------------------- | --- | ------------- | -------------- |
| (Standort)                       | Körpergräber des frühen Mittelalters. | D-1-7936-0020 |                |
| Rosenheimer Straße 9 (Standort)  | Untertägige mittelalterliche und frühneuzeitliche Befunde im Bereich der katholischen Pfarrkirche Mariä Geburt in Höhenkirchen und ihres Vorgängerbaus                           | D-1-7936-0052 | weitere Bilder |
| Bogenhauser Straße 3 (Standort)  | Untertägige spätmittelalterliche und frühneuzeitliche Befunde im Bereich der katholischen Pfarrkirche St. Peter in Siegertsbrunn und ihres Vorgängerbaus.                        | D-1-7936-0054 | weitere Bilder |
| Leonhardistraße 7 (Standort)     | Untertägige spätmittelalterliche und frühneuzeitliche Befunde im Bereich der katholischen Filial- und Wallfahrtskirche St. Leonhard bei Siegertsbrunn und ihres Vorgängerbaus.   | D-1-7936-0056 | weitere Bilder |
| Rosenheimer Straße 11 (Standort) | Untertägige spätmittelalterliche und frühneuzeitliche Befunde im Bereich des ehemaligen Hofmarkschlosses Höhenkirchen und seiner Vorgängerbauten mit zugehörigem Wirtschaftshof. | D-1-7936-0073 | weitere Bilder |